# المان سلطان‌اف
المان سلطان‌اف (انگلیسی: Elman Sultanov؛ زادهٔ ۶ مهٔ ۱۹۷۴) بازیکن فوتبال اهل جمهوری آذربایجان است.
از باشگاه‌هایی که در آن بازی کرده‌است می‌توان به باشگاه فوتبال باکو، باشگاه فوتبال قره‌باغ، باشگاه فوتبال ژالگیریس، و باشگاه فوتبال سیمرغ زاقاتالا اشاره کرد.
وی همچنین در تیم ملی فوتبال جمهوری آذربایجان بازی کرده‌است.